# تشيس كاري
تشيس كاري (بالإنجليزية: Chase Carey)‏ هو شخصية أعمال أمريكي، ولد في 22 نوفمبر 1954 في الولايات المتحدة.

## وصلات خارجية
- تشيس كاري على موقع IMDb (الإنجليزية)
- تشيس كاري على موقع إن إن دي بي (الإنجليزية)